# UFC on Fox: dos Anjos vs. Cerrone 2
UFC on Fox: dos Anjos vs. Cerrone 2 è stato un evento di arti marziali miste tenuto dalla Ultimate Fighting Championship svolto il 19 dicembre 2015 all'Amway Center di Orlando, Stati Uniti.

## Retroscena
Nel main event della card si sfidarono per il titolo dei pesi leggeri UFC, il campione in carica Rafael dos Anjos e il contendente numero uno Donald Cerrone. Il primo match tra i due si tenne ad UFC Fight Night: Condit vs. Kampmann 2, dove vide trionfare per decisione unanime il brasiliano.
Germaine de Randamie avrebbe dovuto affrontare Sarah Kaufman. Tuttavia, la De Randamie venne rimosso dalla card il 3 di dicembre dopo aver riportato un infortunio. Al suo posto venne inserita Valentina Shevchenko.
Charles Oliveira superò il limite massimo di peso della sua categoria, andando a pesare 68.3 kg. Nonostante gli venne concessa un'ora di tempo per perdere peso, Olivera decise di non eseguire ulteriori tentativi. Quindi venne multato con la detrazione del 20% dal suo stipendio, che andarono a finire nelle tasche del suo avversario. Questa fu la terza volta che Oliveira superava il limite di peso nella sua carriera in UFC.

## Risultati
|                                                   | Divisione             |                       |                       |                       | Metodo                                      | Round                 | Tempo                 | Premio                |
| Card Principale (Fox)                             | Card Principale (Fox) | Card Principale (Fox) | Card Principale (Fox) | Card Principale (Fox) | Card Principale (Fox)                       | Card Principale (Fox) | Card Principale (Fox) | Card Principale (Fox) |
| ------------------------------------------------- | --------------------- | --------------------- | --------------------- | --------------------- | ------------------------------------------- | --------------------- | --------------------- | --------------------- |
| Sfida valida per il titolo di campione indiscusso | Pesi Leggeri          | Rafael dos Anjos (c)  | batte                 | Donald Cerrone        | KO Tecnico (ginocchiata al corpo e pugni)   | 1                     | 1:06                  | POTN                  |
|                                                   | Pesi Massimi          | Alistair Overeem      | batte                 | Junior dos Santos     | KO Tecnico (pugni)                          | 2                     | 4:43                  |                       |
|                                                   | Pesi Leggeri          | Nate Diaz             | batte                 | Michael Johnson       | Decisione unanime (29-28, 29-28, 29-28)     | 3                     | 5:00                  | FOTN                  |
|                                                   | Pesi Paglia (F)       | Karolina Kowalkiewicz | batte                 | Randa Markos          | Decisione unanime (29-28, 29-28, 30-27)     | 3                     | 5:00                  |                       |
| Card Preliminare (Fox Sports 1)                   |                       |                       |                       |                       |                                             |                       |                       |                       |
|                                                   | Catchweight (68.3 kg) | Charles Oliveira      | batte                 | Myles Jury            | Sottomissione (ghigliottina)                | 1                     | 3:05                  |                       |
|                                                   | Pesi Medi             | Nate Marquardt        | batte                 | C.B. Dollaway         | KO (pugno)                                  | 2                     | 0:28                  |                       |
|                                                   | Pesi Gallo (F)        | Valentina Shevchenko  | batte                 | Sarah Kaufman         | Decisione non unanime (28-29, 29-28, 29-28) | 3                     | 5:00                  |                       |
|                                                   | Pesi Medi             | Tamdan McCrory        | batte                 | Josh Samman           | Sottomissione (strangolamento a triangolo)  | 3                     | 4:10                  |                       |
|                                                   | Pesi Leggeri          | Nik Lentz             | batte                 | Danny Castillo        | Decisione non unanime (28-29, 29-28, 30-27) | 3                     | 5:00                  |                       |
|                                                   | Pesi Piuma            | Cole Miller           | contro                | Jim Alers             | No Contest (colpo all'occhio)               | 2                     | 1:44                  |                       |
| Card Preliminare (UFC Fight Pass)                 |                       |                       |                       |                       |                                             |                       |                       |                       |
|                                                   | Pesi Welter           | Kamaru Usman          | batte                 | Leon Edwards          | Decisione unanime (29-28, 30-27, 29-28)     | 3                     | 5:00                  |                       |
|                                                   | Pesi Welter           | Vicente Luque         | batte                 | Hayder Hassan         | Sottomissione tecnica (anaconda)            | 1                     | 2:13                  | POTN                  |
|                                                   | Pesi Massimi          | Francis Ngannou       | batte                 | Luis Henrique         | KO (pugno)                                  | 2                     | 2:53                  |                       |

- Jim Alers colpì accidentalmente l'occhio di Miller, impedendogli di continuare a combattere. Il match si concluse quindi con un No Contest.

## Premi
I lottatori premiati ricevettero un bonus di 50.000 dollari.
Legenda:
- FOTN: Fight of the Night (vengono premiati entrambi gli atleti per il miglior incontro dell'evento)
- POTN: Performance of the Night (viene premiato il vincitore per la migliore performance dell'evento)

## Incontri Annullati
|  | Divisione      |               |        |                      | Motivo                            |
|  | -------------- | ------------- | ------ | -------------------- | --------------------------------- |
|  | Pesi Gallo (F) | Sarah Kaufman | contro | Germaine de Randamie | La de Randamie subì un infortunio |